# Беленький, Борис Владимирович
Борис Владимирович (Вульфович) Беленький (17 (30) ноября 1911 года, Бобруйск, Минская губерния — 16 февраля 1987 года, Москва) — советский скрипач и педагог. Заслуженный деятель искусств РСФСР (1978).

## Биография
Играть на скрипке начал в 10 лет, беря пример со старшего брата. В 1924 году поступил в оркестр Театра горсовета Бобруйска, в 1927 году был направлен для обучения в Московскую консерваторию, где поступил в класс Льва Цейтлина. С 1930 по 1931 год играл в оркестре Театре рабочей молодёжи, затем до 1932 года — в симфоническом оркестре Московской филармонии. В 1934 году окончил консерваторию.
С 1936 по 1937 год работал в Государственном симфоническом оркестре СССР. В 1937 году вернулся ко Льву Цейтлину в аспирантуру Московской консерватории. В том же году (по другим данным — годом ранее) стал первой скрипкой в Квартете имени Танеева, где проработал до 1946 года. В 1938 году пришёл солистом в оркестр Московского художественного академического театра, это место работы сохранил до 1960 года.
Педагогическую деятельность начал в 1937 году. В Московской консерватории преподавал с перерывами до 1987 года. Работал ассистентом в классах Льва Цейтлина, Абрама Ямпольского и Константина Мостраса. В 1944—1963 годах работал в Музыкальном училище при Московской консерватории, с 1948 года — в Центральной музыкальной школе. В 1979 году получил звание профессора.
Помимо этого Борис Беленький занимался методической работой в отделе культуры Мосгорисполкома, входил в Совет педагогических чтений при ЦДРИ, участвовал в жюри международных конкурсов скрипачей в Европе и Северной Америке.
Среди учеников Бориса Беленького — выдающиеся скрипачи СССР и зарубежных стран: Елена Аджемова, Алексей Бруни, Андрей Корсаков, Борис Кушнир, Алексей Михлин, Игорь Попков, Ярослава Ривняк, Иосиф Рисин, Григорий Унанян, Лев Чистяков, М. Никола (Франция), Н. Суккари (Сирия), Та Бон (Вьетнам).
Борис Беленький преподавал в Московской консерватории до самой смерти. Скончался 16 февраля 1987 года в Москве.

### Семья
- Жена — Наталья Владимировна Бакланова (1897—1980), скрипачка и композитор; сестра актрисы Ольги Баклановой и военачальника Глеба Бакланова[11][12].

## Награды и премии
- Орден Трудового Красного Знамени (14.10.1966)[3]
- Медаль «За трудовое отличие» (26.10.1948)[3][13]
- Медаль «За доблестный труд в Великой Отечественной войне 1941—1945 гг.»[3]
- Заслуженный деятель искусств РСФСР (27.10.1978)[3]

## Публикации
- Беленький Б., Эльбойм Э. Педагогические принципы Л. М. Цейтлина / Б. Беленький, Э. Эльбойм. — М. : Музыка, 1990. — 126, [2] с. : нот. ил. — (Уроки мастерства). — ISBN 5-7140-0216-4.